# Daniel Fulanse
Daniel Fulanse est un boxeur zambien né le 5 février 1962.

## Carrière
Daniel Fulanse est médaillé de bronze dans la catégorie des poids super-légers aux Jeux africains du Caire en 1991, s'inclinant en demi-finale contre l'Ougandais Godfrey Wakaabu.
Aux Jeux olympiques d'été de 1992 à Barcelone, il est éliminé au deuxième tour dans la catégorie des poids super-légers par le Hongrois László Szűcs.